# Куньминская овчарка
Куньминская овчарка (кит. трад. 昆明犬, пиньинь Kūnmíng quǎn, буквально: «куньминская собака»), куньминская волчья собака (кит. трад. 昆明狼狗, пиньинь Kūnmíng lánggǒu, буквально: «куньминский волк») — заводская порода собак, созданная в Китае на основе гибрида собаки и волка. Собака выведена для выполнения различных задач в армии и использовалась для поиска мин, пожарной и спасательной службы.

## История породы
Известно, что в происхождении куньминских овчарок наибольшую роль сыграли немецкие овчарки и гибриды собак с волками, однако точных сведений о породах, чей генофонд лёг в основу куньминской собаки, нет из-за отсутствия родословных записей. Куньминская волчья собака была создана в Юньнань в начале 1950-х годов для удовлетворения потребности в военных служебных собаках. Группа из десяти беспородных собак в типе овчарок была завезена в Куньмин с учебных курсов военных кинологов, проходивших в Пекине в 1953 году. Десяти собак было недостаточно для выполнения обычных задач, поэтому были отобраны также пятьдесят подходящих домашних собак из Куньмина и сорок собак из Гуйяна в провинции Гуйчжоу, эти собаки тоже были смешанного происхождения. После обучения из них отобрали двадцать лучших собак, которые использовались для создания основы породы. В первоначальном разведении участвовали также десять привезённых из Пекина гибридов собаки и волка и десять немецких овчарок из ГДР. Порода официально признана Китайским бюро общественной безопасности в 1988 году.

## Внешний вид
Куньминская овчарка — типичная шпицеобразная собака среднего размера, высота в холке 64-68 см, вес 30-38 кг. В целом напоминает немецкую овчарку, но более высоконогая. Хвост длинный, обычно опущен ниже уровня спины. Шерсть двойная, более длинная зимой, после весенней линьки короче. Типичный окрас чепрачный с чёрной маской, участки рыжей шерсти могут быть разной яркости, от светло-соломенного до тёмно-ржавого.

## Темперамент и использование
Куньминские овчарки унаследовали основные черты своих предков немецких овчарок. Они умны, обычно уверены в себе. Примечательны их любопытство и готовность к обучению, что делает их отлично подходящими для дрессировки. Собаки очень активны, требуют больших нагрузок и долгих прогулок.
Куньминские овчарки используются для военной службы, в полиции, в качестве охранных и сторожевых собак, а также как компаньоны.